# Ana de Jesus Maria

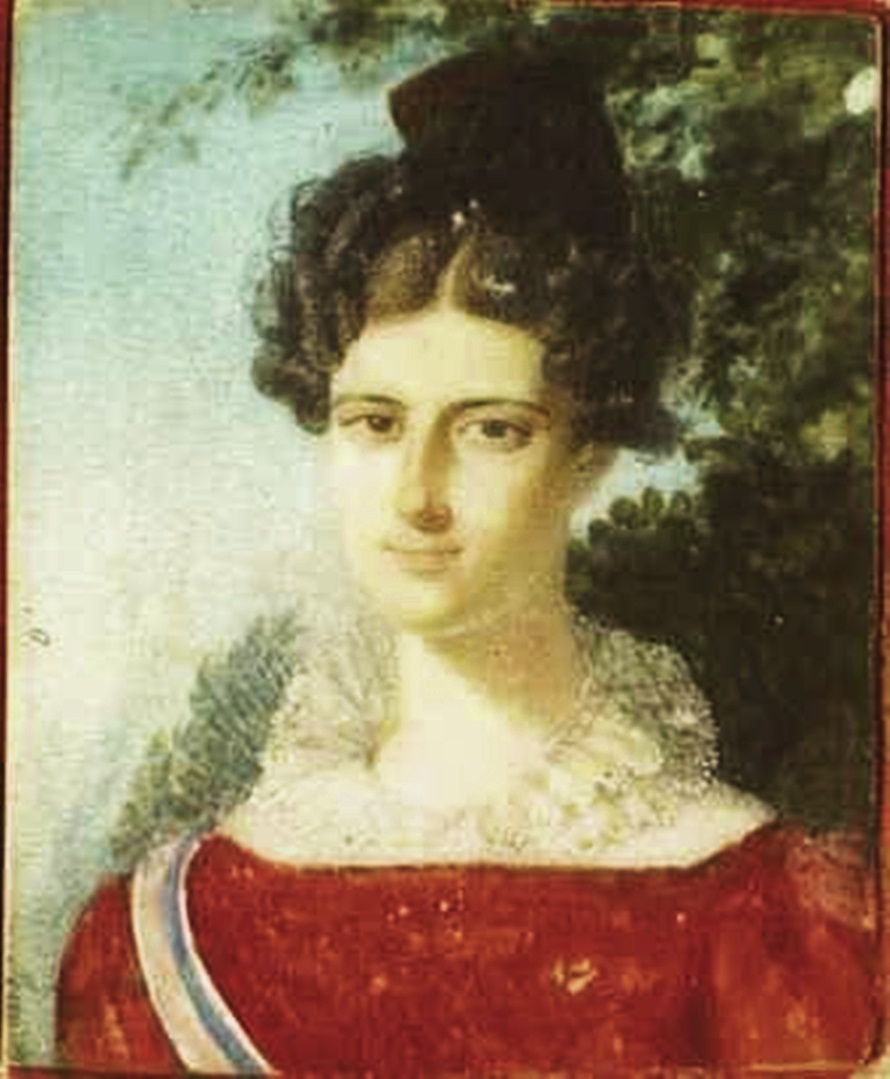
Ana de Jesus Maria av Portugal

Ana de Jesus Maria av Portugal, född 23 oktober 1806, död 22 juni 1857, var en portugisisk prinsessa. Hon blev föremål för en skandal då hon på eget initiativ år 1827 gifte sig med hertigen av Loulé och nedkom med ett barn endast tjugotvå dagar efter vigseln. Hon var dotter till Johan VI av Portugal och Charlotta Joakima av Spanien